# Yi Kwang-su
Yi Kwang-su (nascido Yi Bogyeong; em coreano: 이광수; hanja:李光洙; Chongju, 1 de fevereiro de 1892 — Kanggye, 25 de outubro de 1950) foi escritor e ativista coreano. Seus pseudônimos eram Chunwon (춘원; 春園, jardim na primavera) e Goju (고주, 孤舟; um navio solitário). Durante o período colonial japonês, Yi foi um resistente e participou do movimento de independência da Coreia, participou do Partido da Juventude Shinhan e do Governo Provisório da República da Coreia em Xangai. Ele também foi um ativista liberal e um intelectual representativo na Coreia durante o período inicial da literatura, filosofia e da inteligência moderna asiática. Como jornalista, atuou como editor-chefe do Dong-a Ilbo e vice-presidente do The Chosun Ilbo durante o período colonial japonês, onde trabalhou como tradutor literário e introduziu obras coreano-americanas em coreano.  Ele continuou a desenvolver o movimento de independência enquanto escrevia muitos obras.
Depois de publicar sua primeira obra, "É amor" (사랑인가), em 1909, ele publicou romances, poemas e editoriais enquanto estudava no Japão. Depois de retornar à Coreia, ele foi exilado enquanto lecionava na Escola Osan e liderou a Declaração de Independência dos estudantes coreanos em Tóquio em 1919. Serviu como diretor da Juventude Coreana do Movimento Primeiro de Março. Como membro do Governo Provisório, ele tentou promover a legitimidade da independência do Império Coreano para o mundo e atuou como presidente do Jornal Independente, uma agência publicada pelo Governo Provisório. Ele ensinou filosofia, ética e pensamento no instituto, além de lecionar teologia na Escola Kyungshin e na Universidade Kyungsung. Em maio de 1922, ele publicou a "Teoria da Reconstrução Étnica" (민족개조론) e criticou que a "corrupção moral" foi a causa do declínio do povo coreano.

## Vida

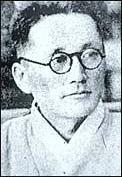
Yi durante a década de 1930

Famoso por escrever, entre outras coisas, Sem coração, o "primeiro romance coreano moderno", Yi Kwang-su nasceu Yi Bogyeong em 1 de fevereiro de 1892. Yi ficou órfão por volta dos 10 anos e cresceu com os crentes de Donghak. Em 1904, na época da Rebelião Camponesa Donghak, ele se mudou para Seul para evitar as autoridades. Em 1905 ele foi para o Japão para estudar. Ao retornar à Coreia em 1913, ele ensinou, em Jeonju, na Escola Osan. Mais tarde, ele voltou para Tóquio e se tornou um dos líderes do movimento estudantil anticolonial japonês.
Em 1919, mudou-se para Xangai, serviu no governo provisório coreano e tornou-se presidente do jornal The Independent, em Xangai. Yi retornou à Coreia em 1921 e fundou a Aliança para o desenvolvimento pessoal, estabelecida em princípios do iluminismo e autoajuda. De 1923 a 1934, Yi seguiu uma carreira no jornalismo trabalhando para vários jornais, incluindo dois que hoje sobrevivem, o Dong-a Ilbo e o The Chosun Ilbo.
Após a guerra, o Comitê Especial para a Investigação de Atividades Antinacionalistas considerou Yi culpado de colaborar com os japoneses. Em 1950, Yi foi capturado pelo exército norte-coreano e morreu em Manpo em 25 de outubro, provavelmente de tuberculose.

## Obra

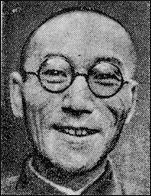
Yi em 1942, na segunda metade do período colonial japonês

Yi era um ensaísta e escritor de ficção. Seus ensaios originalmente se concentraram na necessidade de consciência nacional. Sua ficção foi uma das primeiras obras modernas na Coreia e ele é mais famoso por seu romance, O Sem Coração. O Sem Coração  era uma descrição da encruzilhada na qual a Coreia se encontrava, encalhada entre tradição e modernidade e em conflito entre realidades sociais e ideais tradicionais. Sua carreira pode ser dividida em terços. O primeiro período (o de O Sem Coração), de 1910 a 1919, apresentou um forte ataque à sociedade tradicional da Coreia e a crença de que a Coreia deveria adotar uma visão de mundo mais moderna ("ocidental"). Do início da década de 1920 até a década de 1930, Yi se transformou em um nacionalista dedicado e publicou um polêmico ensaio "Sobre a Reconstrução da Consciência Nacional", que defendia uma reforma moral da Coreia e culpava os coreanos por serem derrotistas.
O terceiro período, a partir da década de 1930, coincide com a conversão de Yi ao budismo e, consequentemente, seu trabalho se torna bastante budista. Este também foi o período em que, como mencionado acima, Yi se tornou um colaborador do Japão Imperial. O julgamento profissional de Yi pode ser tão inconstante quanto sua política. Em um caso famoso, ele fez amizade com o escritora coreana Kim Myeong-sun e a abandonou posteriormente porque suas próprias crenças sobre o modernismo haviam mudado.

## Obras
- Eorin Huisaeng (어린 희생)
- Mujong (The Heartless) (무정)
- Jaesaeng (재생)
- Sonyunui Biae (소년의 비애)
- Gaechukja (개척자)
- Mumyong (무명)
- The Soil (흙)
- Crownprince Maui (마의태자)
- Danjongaesa (단종애사)
- Youjong (유정)
- Sarang (사랑)
- Sejo of Joseon (세조대왕)
- Wife of Revolutionist (혁명가의 아내)
- Aeyokuipiahn (애욕의 피안)
- Halmum (할멈)
- Gashil (가실 嘉實)
- Nauigobaek (나의 고백)
- Wonhyodaesa (원효대사)
- Death of Yichadon (이차돈의 죽음)
- Biography Yi Sunsin (전기 이순신)
- Biography Ahn Changho (전기 안창호)

### Obras em inglês
- Mujong (The Heartless)
- The Soil

### Obras em coreano (parcial)
- Mujong (The Heartless)
- Dosan, An Chango
- Stone Pillow (돌베개, Essays)